# Adtranz
Концерн ABB Daimler Benz Transportation (Adtranz) образовался путём слияния локомотивостроительных компаний Asea Brown Boveri (ABB) и Daimler-Benz в 1995 г. С 1 января 1996 года получила наименование ABB Daimler Benz Tran (Adtranz) по начальным буквам этих компаний.
Название Adtranz в тексте пишут с маленькими буквами в середине.
Предприятия концерна расположены более чем в 40 странах мира. Концерн является дочерним предприятием Daimler AG.
В состав концерна входят компании:
- AEG Schienenfahrzeuge GmbH Hennigsdorf (Локомотивостроительный завод, Хеннигсдорф)
- AEG Bahnfahrwegsysteme GmbH
- Allmänna Svenska Elektriska Aktiebolaget (ASEA), Швеция
- August Thyssen Hütte AG
- Brown, Boveri & Cie (BBC), Баден
- машиностроительный завод Maschinenfabrik Oerlikon (MFO), Цюрих
- Adtranz Signal в Брауншвайге
- Henschel AG, Кассель
- Rheinstahl AG
- Schindler Waggon AG (SWG/SWP), Праттельн
- Schweizerische Lokomotiv- und Maschinenfabrik (SLM), Винтертур
- de:Waggon Union, Берлин и Нетфен

## История
8 мая 1995 года ABB и Daimler-Benz предложили объединить их деятельность, связанную с железнодорожной отраслью, в единое автономное совместное предприятие (50% - ABB, 50% - Daimler-Benz); В ЕС, за пределами Германии, слияние не означало бы значительного увеличения доли рынка, в том числе в Скандинавии, где ABB имела доминирующую долю рынка. Предлагаемое слияние было приостановлено в ожидании отчета о любых потенциальных антиконкурентных эффектах слияния, 18 октября 1995 года слияние было разрешено при условии, что обе компании избавятся от любых акций Kiepe. Слияние вступило в силу 1 января 1996 года.
В январе 1999 года ABB продала свою 50% долю в Adtranz компании DaimlerChrysler за 472 миллиона долларов, приняв предыдущее соглашение о создании совместного предприятия, в соответствии с которым DaimlerChrysler была обязана выкупить долю ABB.
В 2001 году DaimlerChrysler продала ADtranz компании Bombardier Transportation, кроме части, вошедшей в состав Stadler Rail, а также предприятия Fixed Installations (энергоснабжение), выкупленного компанией Balfour Beatty plc и с тех пор работающего под именем Balfour Beatty Rail GmbH в качестве самостоятельного предприятия в группе Balfour-Beatty-Rail-Gruppe.